# Neodiplothele leonardosi
Neodiplothele leonardosi là một loài nhện trong họ Barychelidae. Loài này phân bố ờ Brasil.